# Senyoria de Rabat
La senyoria de Rabat (modern Ravat) fou una jurisdicció feudal centrada a Ravat, originada en Ramon Roger I de Foix que va deixar a un dels seus fills, Llop de Foix, la senyoria de Saverdun. Llop vivia vers 1243 i el va succeir els seus fills Roger Isarn, Llop, i Bernat que foren consenyors de Saverdun. Mort el primer en data posterior al 1250, el seu fill Llop II fou consenyor de Saverdun mentre un altre fill, Roger, fou senyor de Fornets. Llop II va deixar un fill de nom Isarn que fou també consenyor de Saverdun.
Roger de Fornets que va viure a la primera meitat del segle xiv va deixar un fill, Corbeiran (Corbeyrand), que fou senyor de Fornets, de Rabat, de La Bastide de Sérou, d'Antuzan i de Saverdun i encara era viu el 1402. El va succeir el seu fill Joan I senyor de Fornets, de Rabat, de La Bastide de Sérou, d'Antuzan i de Saverdun que vivia als primera anys del segle xv.
A la seva mort el va succeir el seu fill Corbeiran o Corbeyrand II, senyor de Fornets, de Rabat, de La Bastide de Sérou, d'Antuzan i de Saverdun, que va morir deixant una filla soltera i sense fills (Margarita) i l'herència va passar al seu germà Joan II senyor de Fornets, de Rabat, de La Bastide de Sérou, d'Antuzan i de Saverdun, que és esmentat vers 1441 a 1480. Es va casar amb Elionor, germana de Joan Roger II vescomte de Coserans, el qual va morir el 1445 o 1446 sense fills deixant hereva a la seva germana com a parenta més propera.
A la mort de Joan II el va succeir el seu fill Roger que va rebre les senyories del pare menys Saverdun però més La Tour du Loup, i per part de mare va rebre el vescomtat de Coseran i la senyoria de Massac. Roger va morir deixant només dues filles solteres i sense descendents i el va heretar el seu germà Corbeiran III que al cap d'un any va traspassar el vescomtat a son germà Germà i va deixar la resta de les senyories al seu fill Joan (III de Foix-Rabat) nascut del seu matrimoni amb Joana de La Roque; Joan III fou per tant senyor de Fornets, de Rabat (elevat a baronia), de La Tour du Loup, de La Bastide de Sérou, d'Antuzan i de Massac; va governar vers 1509 o 1510 fins a 1566; es va casar amb Caterina de Villemur i va tenir dos fills: Pere, que el va succeir però va morir el 1580 sense descendents; i Jordi, hereu del seu germà, baró de Rabat, i senyor de Fornets i de Massac.
Jordi va morir en data desconeguda, suposadament a l'entorn del 1600, i el van succeir els seus fills, Enric Gastó, baró de Rabat, i senyor de Fornets i de Massac, mort el 1643; el seu germà Joan Roger I que va rebre terres de la baronia de Rabat, va portar el títol a vescomte de Rabat, i fou també baró de Guardiole i senyor de Canté; va deixar un fill, Joan Roger II que fou baró de Guardiole i senyor de Canté i governador de Foix, sent conegut com el marques de Foix, títol nominal que també va portar el seu fill Roger mort sense successió.
Enric Gastó baró de Rabat i senyor de Fornets i de Massac, a la seva mort el 1643 va deixar la senyoria de Fornets al seu fill Joan Pere Gastó i la baronia de Rabat a l'altre fill Francesc Gastó; el primer fou també marquès de Castelnau i la senyoria de Fornets fou elevada a marquesat, però va morir sense successió; el seu germà Francesc Gastó baró de Rabat, fou elevat a vescomte de Rabat, i anomenat "comte de Foix"; va morir a final del segle xvii deixant un fill, Roger Cristí, conegut com «el comte de Foix», i diverses filles, sense successió (o morta jove) excepte una, Magdalena Lluïsa Carlota, casada amb Joan Honorat marquès de Sabran, que va iniciar la branca de Sabran senyors del Biosc.